# Piscine Plein Ciel
La piscine Plein Ciel est un modèle de piscine issu d'un programme national de construction de piscines de type industriel, qui a entrainé la construction de 58 piscines de ce type en France dans les années 1970.

## Historique
Ce programme a été lancé en 1969 par le secrétariat d'État chargé de la Jeunesse, des Sports et des Loisirs, sous le titre « 1000 piscines ». Il avait pour but l'apprentissage de la natation, à la suite des mauvais résultats des nageurs français aux Jeux olympiques d'été de 1968. Entre 600 et 700 piscines ont ainsi été construites, de type Iris, Plein-Ciel, Plein-Soleil, Caneton et enfin Tournesol, lauréat des deux concours d'idée.
Pendant les quatre années 1973-1976, 58 piscines Plein Ciel sont construites.

## Caractéristiques
- un bassin découvrable de 25 mètres : 1 bassin couvert 25 m x 10 m, profondeur de 0,80 à 2 m
- une pataugeoire extérieure
- un solarium